# Ким Ним Хван
Ким Ним Хван (кор. 김림환; род. 6 мая 1992 года) — корейский дзюдоист, призёр чемпионата мира 2019 года.

## Биография
Родился в 1992 году в республике Корея.
В 2016 году одержал победу на Гран-при в Самсуне (Южная Корея). На Большом шлеме в Дюссельдорфе в 2019 году стал серебряным призёром.
На предолимпийском чемпионате мира 2019 года, который проходил в Токио, завоевал серебряную медаль, уступив в поединке за чемпионство японскому спортсмена Джосиро Маруяме. Это первый столь серьёзный успех спортсмена на мировых чемпионатах.